# Grekisk politik
Grekisk politik, eller politik i Grekland, utspelar sig inom demokratiskt parlamentariska ramar, liknande de inom många andra europeiska länder. Det grekiska styrelseskicket, reglerat i grundlagen från 1975, har ibland beskrivits som en mix mellan franska och tyska förebilder.
Premiärministern är regeringschef och presidenten är statschef.
Båda utses av ett parlament byggt på flerpartisystem.
Den utövande makten ligger hos regeringen medan den lagstiftande makten delas mellan regering och parlament. Den dömande makten ligger hos ett fristående rättsväsen med Högsta domstolen som högsta instans.
Parlamentet dominerades efter militärjuntans fall på 1970-talet, länge av två politiska partier:
Det liberal-konservativa Ny Demokrati (Νέα Δημοκρατία - Nea Dimokratia) och det socialdemokratiska 
Panhellenska Socialistiska Rörelsen (Πανελλήνιο Σοσιαλιστικό Κίνημα - Panellinio Sosialistiko Kinima). Men sedan den ekonomiska krisen har den politiska spelplanen något ritats om och Syriza var det största partiet  i  valet i januari 2015.
Grekisk politik präglas ännu av den ekonomiska krisen, som var som djupast under första halvan av 2010-talet och började ebba ut först mot slutet av årtiondet, då nödlånen till landet kunde avslutas. Krisen har fått stora sociala, humanitära och ekonomiska följder för befolkningen, i form av skyhög arbetslöshet, försämrad välfärd och social oro. Missnöjet bland väljarna ledde i juli 2019 till att konservativa Ny Demokrati tog över makten efter vänsteralliansen Syriza.  Ny Demokrati fick 40 procent av rösterna, jämfört med 28,5 procent för sittande premiärminister Alexis Tsipras parti Syriza.  Ny demokrati fick egen majoritet i parlamentet och  Kyriakos Mitsotakis blev ny premiärminister.